# フロリダ州防衛隊
フロリダ州防衛隊（フロリダしゅうぼうえいたい、Florida State Guard, FSG）は、アメリカ合衆国フロリダ州政府が有する州防衛軍である。第二次世界大戦中の1941年、フロリダ州兵が連邦軍部隊として動員された後、代わって郷土防衛を担う部隊として設置された。防衛隊はフロリダ州知事が必要と判断した場合にいつでも派遣できる。州兵（National Guard）と異なり、防衛隊は州政府によって訓練され、また州政府からの資金提供を受けているため、連邦政府の指揮下に入ることはない。第二次世界大戦後に解散されたが、2022年にフロリダ州議会が1,000万ドルの資金を割り当て、正式に再活性化された。

## 1940年代

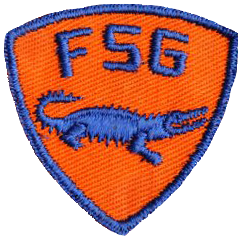
1940年代に使われた防衛隊員の肩章

### 背景
州防衛軍は合衆国法典第32編第109条 32 U.S.C. § 109の元で連邦政府に認可された組織で、プエルトリコを含む23の州において設置されている。フロリダ州法においては、防衛隊の創設を認めると共に、州兵の一部が連邦政府の指揮下に収まっている場合は本格的な軍部隊として、あるいは州兵の配備状況に関わらず将校および下士官兵の予備役組織としてこれを設置できるとしている。
各州が設置した州防衛軍の任務は、州兵が州内で果たしていた役割を引き継ぐことである。つまり、インフラの警備、破壊行為からの保護、暴動鎮圧、法執行機関の支援などである。第二次世界大戦中にアメリカ本土侵攻は発生しなかったものの、仮に侵攻を受けた場合、州防衛軍もまた州兵や連邦軍とともにアメリカの国土防衛に責任を負うこととされていた。

### 防衛隊の設置

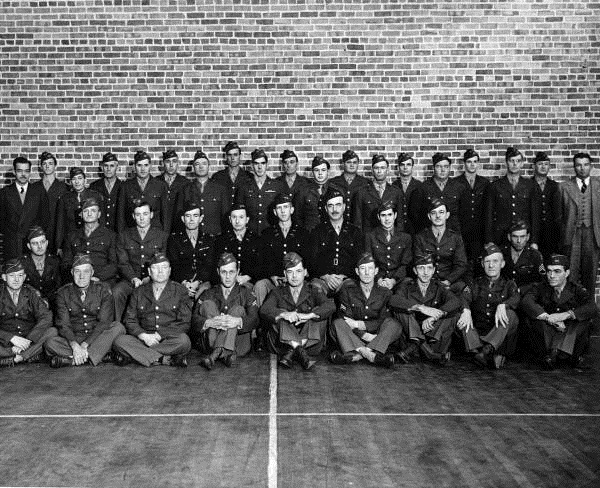
防衛隊第1大隊A中隊の隊員ら（1945年12月17日）

アメリカが第二次世界大戦に参戦する前、フランクリン・D・ルーズベルト大統領は平時徴兵制度を導入し、フロリダ州を含む各州州兵部隊を連邦化（federalized）、すなわち連邦軍部隊として動員した。それまで州兵を以て治安維持、暴動対応、破壊活動からの保護、侵略への抵抗の備えとしていた各州には、1940年10月21日にルーズベルト大統領が署名した州防衛隊法（State Guard Act ）のもと、各州独自の軍隊を新たに設置するという選択肢が与えられた。1941年、フロリダ州議会とスペッサード・ホランド知事はフロリダ防衛軍（Florida Defense Force）を設置し、後にその名称をフロリダ州防衛隊と改めた。
航空部隊として第1航空隊（1st Air Squadron）が編成されていた。戦争を通じ、第1航空隊は定期的にフロリダ沿岸の哨戒を行い、ドイツ軍の潜水艦の捜索を行っていた。そのほか、捜索救助任務の支援にも参加した。
第二次世界大戦中、防衛隊の入隊資格はフロリダ州在住の18歳から60歳の全ての男性とされていた。任期は3年だが、隊員のうち徴兵対象者は常に連邦軍に徴兵される可能性があった。大部分の隊員は第一次世界大戦に従軍した経験を持つ退役軍人だった。第1航空隊の隊員は、自家用機操縦士の免許証を持っているか、少なくとも1年は軍務に就いていたことが求められた。1943年までに、防衛隊の隊員は2,100名を数え、36個の部隊が設置されていた。各郡は、入隊資格を満たす州民を最低50名募集できれば、独自に防衛隊部隊を編成することが認められていた。
制服、銃器、その他の装備品は州政府から提供された。フロリダ州法では、防衛隊が州兵の武器庫を利用すること、及び国防総省から余剰火器/装備品を受け取ることを認めていた。第1航空隊に配備された27機ほどの航空機は、所属する15人の飛行士の個人所有機であったが、機体に「フロリダ防衛軍第1航空隊」（1st Air Squadron, Florida Defense Force）と表示することが認められていた。
フロリダ州兵部隊の復員を以て防衛隊は役割を終え、1947年に解散した。なお、第1航空隊は民間航空パトロールフロリダ飛行隊へと再編された。

## 2020年代の再活性化

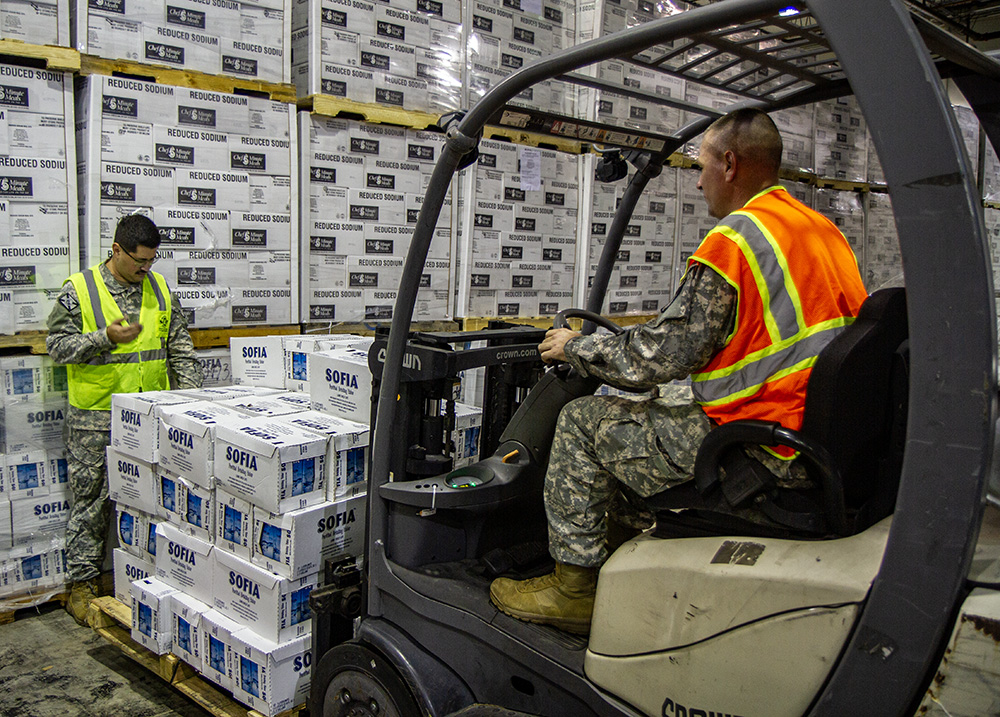
ハリケーン・イダリアへの対応に備える防衛隊員（2023年8月）

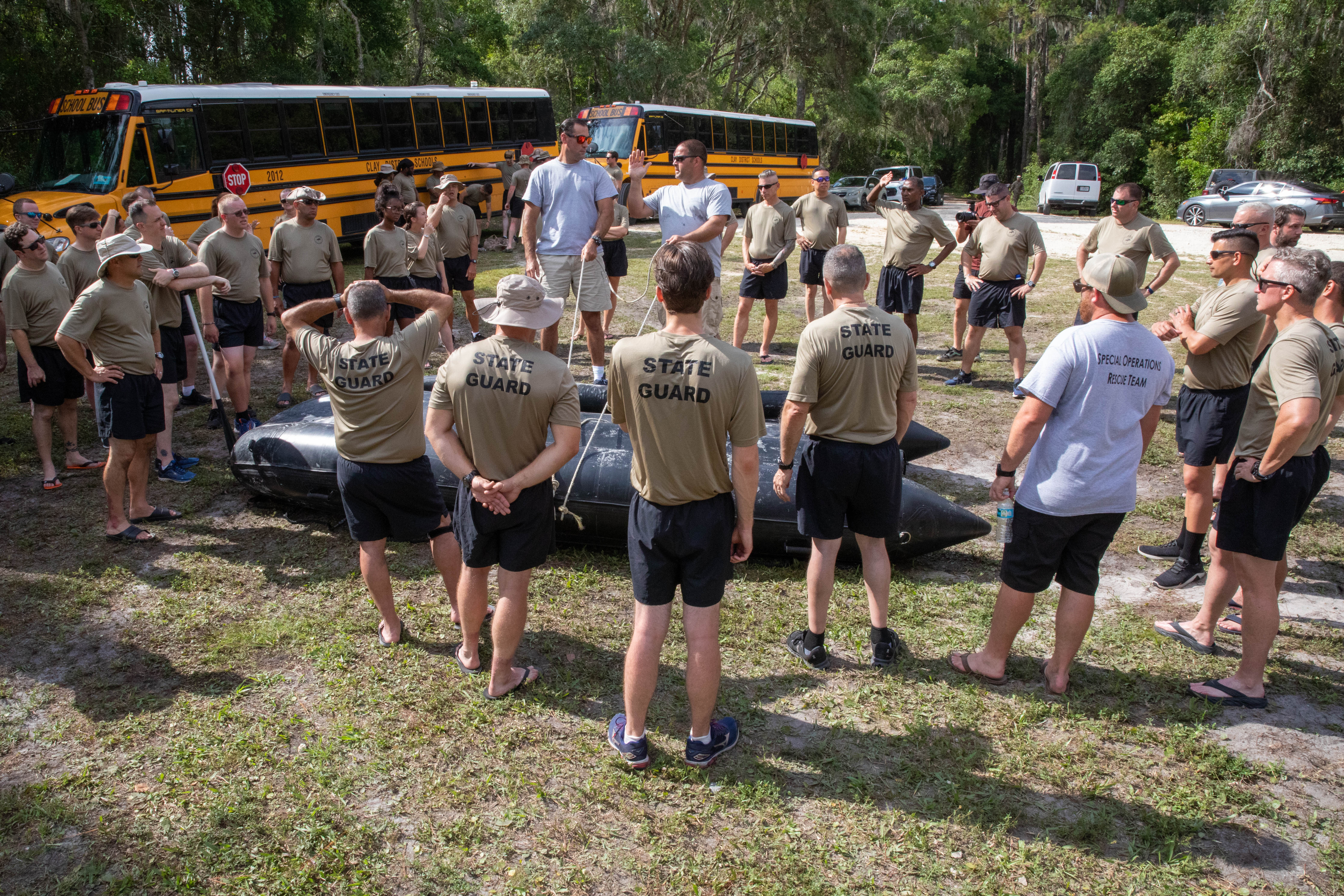
水中活動に関する講習を受ける防衛隊員（2023年6月）

2021年12月2日、ロン・デサンティス知事は、フロリダ州兵に割り当てた1億ドルの予算のうち、350万ドルを防衛隊の再活性化のために投入すると発表した。これにより、最大で200名の隊員の訓練及び装備が可能となる。2022年3月、フロリダ州議会で防衛隊の再活性化のために1,000万ドルを割り当てた予算案が提案された。この予算によって、400名の下士官兵および6人の常勤軍属を採用することが可能とされた。2022年5月、再活性化後の防衛隊のための隊員募集が始まった。2023年7月1日、フロリダ州議会は防衛隊の規模を1,500名まで拡大した。
2022年6月14日、デサンティス知事は緊急時対応に重点を置いた民間ボランティア部隊として防衛隊を再設置する旨を発表し、クリス・グラハム退役海兵中佐（Chris Graham）を長官（director）に任命した。2023年6月30日、キャンプ・ブランディングにてBOOTキャンプ課程（Basic Operational Orientation Training Camp)を修了した120人が防衛隊に加わった。彼ら2023年度の第一期入隊者は、75年ぶりの新隊員となった。
2023年9月、ハリケーン・イダリアへの対応のため防衛隊が派遣され、北フロリダ全域に設けられた集積所への支援物資輸送を援護した。これは再活性化後の最初の派遣任務となった。
2023年12月18日、フラグラー郡は、防衛隊およびその他政府機関の訓練に用いるフロリダ州防衛隊地域訓練所（The Florida State Guard Regional Training Facility）の建設を認め、1,000万ドルの予算を割り当てた。
2024年2月1日、デサンティス知事は、テキサス州当局による不法移民取締を支援するために、テキサス州南部のメキシコ国境に防衛隊を派遣すると発表した。マーク・テイム長官（Mark Thieme）によれば、防衛隊員5名がテキサス州に派遣されており、また最大で30名から成る小隊の派遣も検討されていた。
2024年3月13日、デサンティス知事は、ハイチの政情不安に関連する一連の懸念に対するフロリダ州の対応の一環として、防衛隊はこれに参加する他の政府組織と共同し、フロリダ州南部沿岸に展開すると発表した。

### 制服
防衛隊ではUCP-ACUが標準的な野戦服として採用されている。右肩には州旗の、左肩には防衛隊の記章のパッチが取り付けられる。右胸のネームテープには隊員の姓が、左胸の所属テープには「FL State Guard」の文字が入れられる。また、胸の中央には階級章が付けられる。帽子にも姓および階級が記入される。
茶色のTシャツと黒い半ズボンを着用することもある。Tシャツの背面には黒字で「State Guard」または「Florida State Guard」と書かれており、前面には防衛隊の記章が黒で描かれている。また、半ズボンの前面には防衛隊の記章が白で描かれている。

## 組織
2024年7月の時点で、フロリダ州防衛隊は、陸上部隊、海上部隊、航空部隊、特別対応部隊、指導部に分かれている 。
- 指導部：長官（Executive Director）が監督する。現職者はマーク・テイム大佐[21]
- 危機対応大隊（Crisis Response Battalion）：大隊規模の地上部隊で、支援、補助、非戦闘任務に重点を置く[22]。規模は750名と定められている[22]。
- 海上対応群（Maritime Response Squadron）: 小型船舶を備えた海軍部隊で、警備、捜索救助、救援、偵察に重点を置く[23]。規模は200名と定められている[23]。
- 航空対応飛行隊（Avation Response Squadron）；情報収集、偵察、消防、医療、災害対応などの非戦闘、補助活動を行う航空部隊[24]。規模は200名と定められている[24]。
- 特別任務部隊（Special Missions Unit）：保安、対応、偵察、捜索救助チームを備えた中隊規模の専門部隊[25]。陸海空での作戦展開能力を持ち、規模は60名と定められている[25]。SIG MCX スピアー（英語版）小銃およびSIG SAUER P320拳銃を採用していると報じられている[26]。